# هینترتسارتن
هینترتسارتن (به آلمانی: Hinterzarten) یک شهر در آلمان است که در برایگاو-هخشوارتسوالد واقع شده‌است. هینترتسارتن ۲٬۶۳۲ نفر جمعیت دارد.

## خواهرخوانده
شهر اگوییسهایم خواهرخواندهٔ هینترتسارتن هست.